# أحمد بن محمد الغفاري
أحمد بن محمد الغفاري (توفي 970 هـ) هو مؤرخ فارسي.
هو أحمد بن محمد بن عبد الغفار القزويني المعروف بالغفاري. وهو مؤلف «تأريخ نگارستان» في 949 هـ الذي قد يطلق عليه «تأريخ الغفاري» أيضا.